# Lodovico di Caporiacco
Lodovico di Caporiacco, född den 22 januari 1900 i Udine, död den 18 juli 1951 i Parma, var en italiensk araknolog.
Caporiacco deltog i en expedition till Jebel Uweinat och upptäckte tillsammans med László Almásy de förhistoriska grottmålningarna i Ain Doua 1933. 1943 blev han professor i zoologi vid universitetet i Parma. Han upptäckte ett stort antal spindeldjur i Italien och Medelhavsområdet, men även i Östafrika, Centralasien samt Central- och Sydamerika. Caporiacco har bland annat fått spindelarten Zodarion caporiaccoi uppkallad efter sig.
Auktorsnamnet Caporiacco kan användas för Lodovico di Caporiacco i samband med ett vetenskapligt namn inom zoologin; se Wikipedia-artiklar som länkar till auktorsnamnet.